# ليون ماكلولين
ليون ماكلولين (بالإنجليزية: Leon McLaughlin) هو لاعب كرة قدم أمريكية أمريكي، ولد في 30 مايو 1925 في سان دييغو في الولايات المتحدة، وتوفي في 27 أكتوبر 2014.

## وصلات خارجية
- ليون ماكلولين على موقع مرجع كرة القدم المحترفة.كوم (الإنجليزية)
- ليون ماكلولين على موقع IMDb (الإنجليزية)